# Trần Thị Hồng An
Trần Thị Hồng An (sinh ngày 11 tháng 12 năm 1971) là nữ chính trị gia nước Cộng hòa xã hội chủ nghĩa Việt Nam. Bà hiện là Ủy viên Thường trực Ủy ban Đối ngoại của Quốc hội, Đại biểu Quốc hội khóa XV từ Quảng Ngãi. Bà từng là Ủy viên chuyên trách Ủy ban Xã hội của Quốc hội; Ủy viên Đảng đoàn, Phó Chủ tịch Trung ương Hội Chữ thập đỏ Việt Nam; Ủy viên Ban Thường vụ Đảng ủy Khối, Giám đốc Trung tâm Bồi dưỡng chính trị Đảng ủy Khối các cơ quan Trung ương.
Trần Thị Hồng An là đảng viên Đảng Cộng sản Việt Nam, học vị Cử nhân Lịch sử, Cử nhân Quan hệ quốc tế, Thạc sĩ Quản trị kinh doanh, Cao cấp lý luận chính trị. Bà có sự nghiệp công tác trong nhiều cơ quan, tổ chức gồm tổ chức Đảng, tổ chức chính trị – xã hội và Nhà nước.

## Xuất thân và giáo dục
Trần Thị Hồng An sinh ngày 11 tháng 12 năm 1971 tại thành phố Nam Định, quê quán ở xã Trực Cát, huyện Trực Ninh, tỉnh Nam Định. Bà lớn lên và tốt nghiệp phổ thông ở thành phố Nam Định, thi đỗ và theo học Trường Đại học Tổng hợp Hà Nội, tốt nghiệp Cử nhân Lịch sử, học Học viện Quan hệ quốc tế – nay là Học viện Ngoại giao và tốt nghiệp Cử nhân Quan hệ quốc tế, sau đó học cao học và nhận bằng Thạc sĩ Quản trị kinh doanh. Bà được kết nạp Đảng Cộng sản Việt Nam vào ngày 21 tháng 2 năm 2002, trở thành đảng viên chính thức sau đó 1 năm, từng theo học các khóa chính trị ở Học viện Chính trị Quốc gia Hồ Chí Minh và tốt nghiệp Cao cấp lý luận chính trị. Nay bà thường trú ở phường Láng Hạ, quận Đống Đa, thành phố Hà Nội.

## Sự nghiệp
Tháng 11 năm 1995, sau khi tốt nghiệp đại học, Trần Thị Hồng An được tuyển dụng công chức vào Ban Đối ngoại Trung ương Đảng Cộng sản Việt Nam, bổ nhiệm làm Chuyên viên Văn phòng Ban Đối ngoại. Bà công tác liên tục ở đây 10 năm, đến tháng 5 năm 2005 thì được điều tới Đảng ủy Khối Đối ngoại Trung ương làm Chuyên viên Văn phòng Đảng ủy, đồng thời tham gia công tác Đoàn Thanh niên Cộng sản Hồ Chí Minh, là Phó Bí thư Thường trực chuyên trách Đoàn Khối Đối ngoại Trung ương. Tháng 5 năm 2007, bà tập trung cho vị trí Phó Bí thư chuyên trách kiêm Chủ nhiệm Ủy ban Kiểm tra Đoàn Khối Các cơ quan Trung ương, đến tháng 2 năm 2009 thì được bổ nhiệm làm Phó Giám đốc thường trực Trung tâm Bồi dưỡng chính trị Đảng ủy Khối Các cơ quan Trung ương. Tháng 6 năm 2009, bà được bầu làm Ủy viên Ban Chấp hành Đảng bộ Khối Các cơ quan Trung ương, được bầu vào Ban Thường vụ, và là Giám đốc Trung tâm Bồi dưỡng chính trị từ tháng 10 cùng năm.
Tháng 5 năm 2013, Trần Thị Hồng An được bổ nhiệm làm Phó Chủ tịch Trung ương Hội Chữ thập đỏ Việt Nam, tham gia Đảng đoàn của Hội từ tháng 8 năm 2015, tái đắc cử Phó Chủ tịch từ tháng 8 năm 2017. Năm 2021, bà được Ủy ban Mặt trận Tổ quốc Việt Nam, Ủy ban Thường vụ Quốc hội giới thiệu tham gia ứng cử đại biểu Quốc hội từ Quảng Ngãi, thuộc đơn vị bầu cử số 1 gồm huyện Bình Sơn, Sơn Tịnh, Trà Bồng, Sơn Tây, Sơn Hà, rồi trúng cử Đại biểu Quốc hội khóa XV với tỷ lệ 70,94%. Ngày 23 tháng 7 năm 2021, bà được phê chuẩn làm Ủy viên chuyên trách Ủy ban Xã hội của Quốc hội, cho đến tháng 12 năm 2021 thì nhậm chức Ủy viên Thường trực Ủy ban Đối ngoại của Quốc hội.

## Khen thưởng
- Huân chương Lao động hạng Nhì, 2016;